# اگون اندرسن
اگون اندرسن (انگلیسی: Egon Andersen; ۳۰ دسامبر ۱۹۱۰ – ۶ مهٔ ۲۰۰۱) بازیکن فوتبال اهل دانمارک بود.
وی در تیم ملی فوتبال دانمارک بازی کرده است.